# Голубе (озеро, Київ)
50°30′30″ пн. ш. 30°24′44″ сх. д. / 50.50833333° пн. ш. 30.41222222° сх. д.
Голубе — озеро, розташоване на території Подільського району Києва. Площа – 0,006 км² (0,6 га). Тип загальної мінералізації - прісне . Походження - льодовикове. Група гідрологічного режиму - безстічний .
Серед місцевих жителів поширена назва Крапелька.

## Географія
Довжина - 0,17 км. Ширина найбільша – 0,05 км. Озеро не використовується у господарській діяльності людини.
Розташоване на правому березі Дніпра на території 1-го мікрорайону Виноградаря : між проспектами Георгія Гонгадзе (№ 4, 6, 10, 12, 14) та Правди (№ 100, 98, 96Б, 96А, 88А, 88Б). Західніше розташоване озеро Синє .
Озерна улоговина не правильної округлої форми, витягнута із заходу на схід, яка звужується на схід. Береги закріплені, при падінні рівня води утворюється природна берегова лінія. Немає прибережно-водної рослинності через антропогенний вплив, є водна рослинність. Спочатку водоймище було більшої площі.
Територія навколо озера упорядкована. У період 14.09.2015 – 14.05.2016 були проведені роботи з благоустрою (очищення водойми та ремонт пішохідних зон навколо нього), на замовлення Комунального підприємства Плесо .